# Jüdische Gemeinde Rouhling

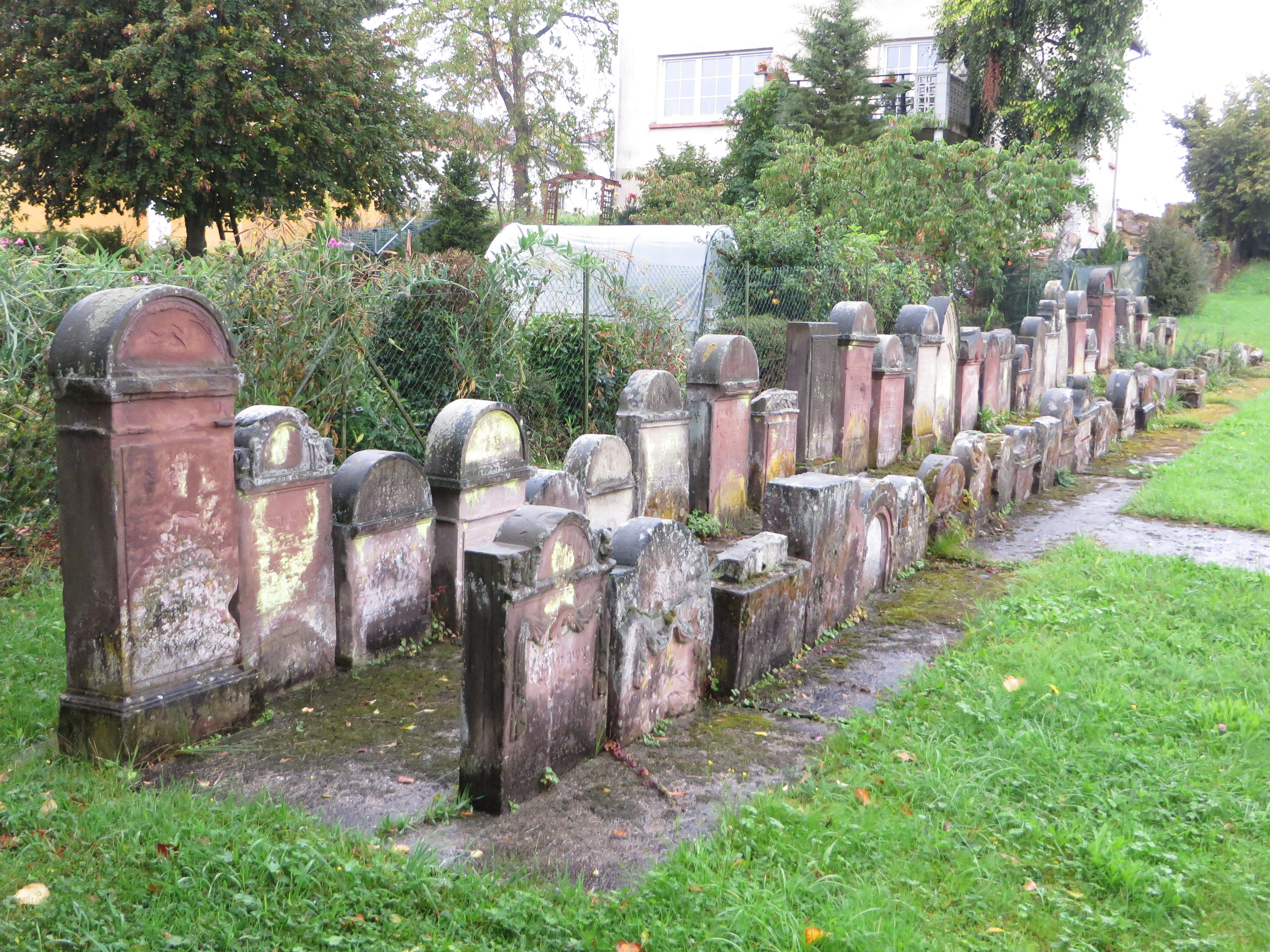
Jüdischer Friedhof in Rouhling

Eine Jüdische Gemeinde in Rouhling, einer französischen Gemeinde im Département Moselle in Lothringen, gab es bereits im Mittelalter.

## Geschichte
Die jüdische Gemeinde von Rouhling hatte im 18. Jahrhundert bereits eine Synagoge und 1808 zählte die Gemeinde 47 Personen. Durch die Abwanderung, vor allem in das benachbarte Grosbliederstroff, löste sich die Gemeinde bis zur Mitte des 19. Jahrhunderts auf. Die jüdische Gemeinde gehörte ab 1808 zum israelitischen Konsistorialbezirk Metz.

## Friedhof
Der jüdische Friedhof von Rouhling wurde auch nach dem Wegzug der jüdischen Familien von diesen als Begräbnisstätte genutzt. Die letzte Bestattung war am 9. Dezember 1883. Nach der Zerstörung des Friedhofs durch die deutschen Besatzer wurde der Friedhof nach 1945 von der politischen Gemeinde im Rahmen des Möglichen wiederhergestellt.